# 瓦西里夫卡區
瓦西里夫卡區（烏克蘭語：Василівський район），是烏克蘭東南部扎波羅熱州的一個區，行政中心設於瓦西里夫卡，面積为4,293.5平方公里，2022年人口数量为186,508人。

## 历史
2020年7月18日乌克兰施行了行政区划改革，扎波羅熱州的区份数量减至5个，瓦西里夫卡區的面积显著扩大。改革前瓦西里夫卡區的面积为1,620平方公里，2020年人口数量为60,962人。

## 行政区划
瓦西里夫卡区下分为11个市镇：
- 埃内尔霍达尔市镇（市级）
- 瓦西里夫卡市镇（烏克蘭語：Василівська міська громада）（市级）
- 第聂伯罗鲁德内市镇（烏克蘭語：Дніпрорудненська міська громада）（市级）
- 卡姆揚卡-第聂伯罗夫斯卡市镇（烏克蘭語：Кам'янсько-Дніпровська міська громада）（市级）
- 斯泰普诺希尔斯克市镇（烏克蘭語：Степногірська селищна громада）（镇级）
- 米哈伊利夫卡市镇（烏克蘭語：Михайлівська селищна громада）（镇级）
- 小比洛泽尔卡市镇（烏克蘭語：Малобілозерська сільська громада）（乡级）
- 大比洛泽尔卡市镇（烏克蘭語：Великобілозерська сільська громада）（乡级）
- 罗兹多尔市镇（烏克蘭語：Роздольська сільська громада）（乡级）
- 布拉霍维申卡市镇（烏克蘭語：Благовіщенська сільська громада）（乡级）
- 沃佳内市镇（烏克蘭語：Водянська сільська громада (Запорізька область)）（乡级）